# Belmont Books

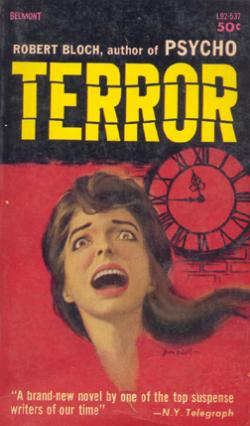
Belmont L92-537, 1962

Belmont Books était une maison d'édition américaine fondée en 1960.  Elle était spécialisée dans l'édition de romans de science-fiction, d'horreur et de fantasy dont elle publia des romans de 1961 à 1971.  Belmont Books appartenait à la même société d'édition qu'Archie Comics.  La société fusionna en 1971 avec Tower Books (la maison d'édition parente de Tower Comics), formant la Belmont Tower et continua ses publications sous ce nom de 1972 à 1980.